# Michael Howard (escrime)
Michael Hhoward, né le 24 décembre 1928 à Richmond (Londres), est un escrimeur britannique. 
Il participe aux Jeux olympiques d'été de 1960 à Rome où il remporte la médaille d'argent dans l'épreuve de l'épée par équipes.

## Palmarès

### Jeux olympiques d'été
- Jeux olympiques de 1960 à Rome (Italie).
  -  Médaille d'argent à l'épée par équipes.

### Championnats du monde
- Championnats du monde d'escrime 1957 à Paris (France)
  -  Médaille de bronze à l'épée par équipes.

### Jeux du Commonwealth
- Jeux de l'Empire britannique et du Commonwealth de 1958 à Cardiff (Pays de Galles)
  -  Médaille d'or à l'épée par équipes.
  -  Médaille d'argent à l'épée individuelle.
- Jeux de l'Empire britannique et du Commonwealth de 1962 à Perth (Australie)
  -  Médaille d'or à l'épée par équipes.